# Diego Núñez de Avendaño
Diego Núñez de Avendaño (Castillo de Garcimuñoz, Cuenca, España, ? - Lima, Virreinato del Perú, 26 de mayo de 1606), fue un doctor en leyes y político español que estuvo provisionalmente al frente del gobierno del Virreinato del Perú, como presidente de la Real Audiencia de Lima (1606). 

## Biografía
Fue hijo del prominente jurisconsulto español Pedro Núñez de Avendaño, cuya colección de obras publicó luego de obtener el privilegio real en 1565, con excepción del Tratado de la caza.
Pasó a América tras ser nombrado fiscal de la Real Audiencia de Lima (14 de junio de 1588), ascendiendo luego a oidor (21 de septiembre de 1591). Tuvo un entredicho con el Cabildo de Lima  por su juicio sobre el precio de la carne (1599).
Por ser el oidor decano (es decir, el más antiguo), el 1 de febrero de 1606 presidió  la Real Audiencia, a raíz del fallecimiento del virrey Gaspar de Zúñiga y Acevedo, conde de Monterrey.
Falleció en el ejercicio de sus funciones, el 26 de mayo de 1606, y le sucedió el oidor Juan Fernández de Boán, quien a la postre entregó el poder al nuevo virrey, Juan de Mendoza y Luna, marqués de Montesclaros (21 de diciembre de 1607).

## Presidente de la Audiencia Gobernadora de Lima (1606)
Lima y todo el Virreinato quedó lleno de pesar por la muerte del virrey conde de Monterrey, un gobernante a quien todos veían como a un santo, por la pureza de sus costumbres y la rectitud de su proceder, y sólo en parte vinieron a ser un paliativo las fiestas con que celebró la ciudad el nacimiento del príncipe Felipe (futuro Felipe IV), noticia que llegó a Lima el día 6 de febrero de 1606 y que el Cabildo se preparó a celebrar con el fausto ordinario en el mes de abril.
Poco después ocurrió el fallecimiento del segundo Arzobispo de Lima, Toribio de Mogrovejo, el 23 de marzo de 1606 (Jueves Santo), en la villa de Saña, tras 24 años de haber regido su inmensa arquidiócesis. El santo arzobispo se hallaba en plena tercera visita pastoral que había emprendido el 12 de enero de 1605, pero una enfermedad lo postró y puso fin a sus días. Años después sería elevado a los altares.